# Rue Jacques-Lacan
La rue Jacques-Lacan est une voie située dans le quartier de la Gare du 13e arrondissement de Paris, en France.

## Situation et accès
Elle débute au 75, avenue de France et, après avoir traversé la rue Jeanne-Chauvin, elle se termine en impasse.

## Origine du nom
Elle porte le nom du psychiatre et psychanalyste français Jacques Lacan (1901-1981).

## Historique
Cette voie privée, destinée à devenir publique, est créée dans le cadre de l'aménagement de la ZAC Paris-Rive-Gauche, sous les noms provisoires de « voie FA/13 » et « voie FV/13 » et prend sa dénomination actuelle en 2014. 